# 小泉親彥

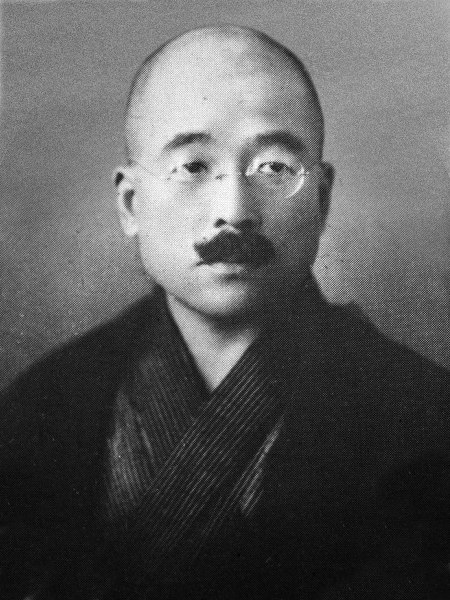
小泉親彥

小泉親彦（1884年9月9日—1945年9月13日）是一位日本军医。小泉親彥毕业于东京帝国大学，之后加入日本陆军医疗军。他于1934年晋升为大日本帝國陸軍军医中将。1941-1944年间，小泉親彥出任厚生大臣。他在任职期间积极推行结核病防治工作，而且主張实行全民医保。太平洋战争結束後，小泉親彥因在战争爆发时担任内阁大臣而被控犯有战争罪。他在被盟国占领军逮捕前切腹自殺。  